# 7107 Пейсер
7107 Пейсер (7107 Peiser) — астероїд головного поясу, відкритий 15 серпня 1980 року.
Тіссеранів параметр щодо Юпітера — 3,560.
Названий на честь Бенні Йозефа Пейсера (англ. Benny Josef Peiser, нар. 1957), соціального антрополога з особливим інтересом досліджень неокатастрофізму і його наслідків для людини, соціальної та культурної еволюції.